# Thornton Wilson
Thornton „T“ Arnold Wilson (* 8. Februar 1921 bei Sikeston, Missouri; † 10. April 1999) war ein amerikanischer Manager in der Luftfahrtindustrie, Chairman of the Board und Chief Executive Officer der Firma Boeing Corporation.
Wilson studierte Luft- und Raumfahrttechnik an der Iowa State University mit einem Abschluss als B.S. und setzte am  California Institute of Technology sein Studium mit dem Abschluss als Master fort. Danach nahm er am Sloan-Fellows-Programm der MIT Sloan School of Management teil, beendete dies aber ohne einen weiteren formalen Abschluss. Während seines Studiums an der Iowa State University gehörte er der Schwimmmannschaft der Universität an.
Wilson begann seine Tätigkeit bei Boeing im Jahr 1943, zunächst im Team für die Entwicklung des neuen Bombers B-47, dann als Projektingenieur für die Boeing B-52. Anschließend leitete er die Entwicklung der Interkontinental-Rakete Minuteman. 1968 wurde er in Nachfolge von William McPherson Allen als Präsident in die Leitung des Unternehmens, im Folgejahr zu dessen Chief Executive Officer (CEO) berufen. Als Präsident leitete er das Unternehmen bis zum 29. September 1972. Zu diesem Tag übernahm er die Funktion des Chairman of the Board. In seine Amtszeit fiel die Entwicklung und Produktionsaufnahme der Passagierjets B-757 und B-767. Den Auftragsrückgang bei der Entwicklung und Produktion von Militärflugzeugen konnte er durch ein vermehrtes Engagement im zivilen Sektor weitgehend kompensieren. Ab dem 3. Dezember 1988 führte er den Titel eines Chairman emeritus. Von diesem Amt trat er 1993 zurück. Seine Nachfolge in der Leitung des Unternehmens übernahm Frank Shrontz.
Wilson wurde 1985 mit dem NAS Award in Aeronautical Engineering der National Academy of Sciences ausgezeichnet. 1992 erhielt er für seine Verdienste um die zivile Luftfahrt den Tony Jannus Award.